# Anhui Conch
Anhui Conch est une entreprise chinoise publique produisant du ciment.

## Histoire
Anhui Conch a acquiert en 2015 Jiangxi Shengta Group, qui avait une production estimée à 5,4 millions de tonnes de ciments contre 217 millions de tonnes pour Anhui Conch.